# Bardel Entertainment
Bardel Entertainment es un estudio de desarrollo, producción y distribución de dibujos animados, fue fundada en 1987. Bardel es propiedad de Barry y Delna Bhesania Ward, que son una pareja casada. La palabra "Bardel" viene de sus nombres, Barry y Delna, combinados.
Entre sus proyectos esta la animación Viva Piñata serie de televisión, de caos, Edgar y Ellen, y un largometraje, Los Campeones. Otros proyectos incluyen una serie de trece parte sobre la base de Silverwing y dos DVD basados en Mega Bloks Dragons. 
Bardel tiene más de 650 empleados, y 2 edificios en Vancouver y 2 estudios situados en el centro de Kelowna. La empresa de entretenimiento ha hecho animación para muchas organizaciones como la compañía de radiodifusión de Fox, Dreamworks, Warner Bros., Nickelodeon, Disney y Cartoon Network.

## Producciones
Entre las producciones de Bardel se encuentran:
- Paz (2003-2006)
- Silverwing (2003)
- Dragons: Fire and Ice (2004)
- Dragons II: The Metal Ages (2005)
- Viva Piñata  (2006)
- Chaotic (2006; season 1 only)
- Shane's Kindergarten Countdown (2007-2012)
- Edgar and Ellen (2007)
- Jibber Jabber (2007-Present)
- Zeke's Pad (2008)
- Neighbors from Hell (2010)
- Rick and Morty (2013)
- VeggieTales in the House (2014-2017)
- VeggieTales (2015-presente)
- Dawn of the Croods (2015-2017)
- The Hitchhiker's Guide to the Galaxy (2016)
- Rainbow Butterfly Unicorn Kitty (2019)

La pizarra de producción de Bardel también incluye King Julien, ¡Mucha Lucha!, The Christmas Orange, Mack & Moxy, Puss in Boots, Dinotrux, Teenage Mutant Ninja Turtles, Jake & the NeverLand Pirates, Teen Titans Go! y DC Super Hero Girls.